# Macandrewia robusta
Macandrewia robusta är en svampdjursart som beskrevs av Topsent 1904. Macandrewia robusta ingår i släktet Macandrewia och familjen Macandrewiidae. Inga underarter finns listade i Catalogue of Life.